# Beim Père Lathuille, im Freien
Beim Père Lathuille, im Freien (französisch Chez le père Lathuille, en plein air) ist ein Gemälde des französischen Malers Édouard Manet. Das 1879 in Öl auf Leinwand im Stil des Impressionismus gemalte Bild hat eine Höhe von 92 cm und eine Breite von 112 cm. Zu sehen ist ein junges Paar beim Flirt im Garten eines Pariser Gasthauses. Manet verband in diesem Gemälde die Sujets Genrebild, Porträt und Landschaftsmalerei. Er stellte das Bild 1880 im Salon de  Paris aus, wo es von den Kritikern unterschiedliche Bewertungen erhielt. Das Gemälde gehört zur Sammlung des Musée des Beaux-Arts in Tournai.

## Bildbeschreibung
Aus dem Bildtitel Beim Père Lathuille, im Freien lässt sich der Ort der Handlung des Gemäldes ableiten: Manet zeigt den Gartenbereich des Restaurants Père Lathuile an der Avenue de Clichy Nr. 7 in Paris. Im Vordergrund befindet sich ein junges Paar an einem Tisch. Rechts verbindet ein geschwungener Gartenweg den Vordergrund mit dem hinteren Gartenbereich. Auf diesem Weg steht ein Kellner und hat im diskreten Abstand zum Paar eine wartende Position eingenommen. Eine weitere Person findet sich in einiger Entfernung auf der linken Seite im Bildhintergrund.
Das junge Paar bildet das Bildzentrum. Sie sind an einem weiß gedeckten Tisch zusammengekommen, der von der linken Seite in das Bild hineinreicht. Die im Profil wiedergegebene Frau sitzt in aufrechter, etwas steif wirkender Haltung sehr dicht am Tisch. Ihre Unterarme und Hände hat sie zu beiden Seiten eines vor ihr stehenden Tellers auf die Tischdecke gestreckt. Sie trägt ein braunkariertes Kleid mit langen Ärmeln, fingerlose Handschuhe und um den Hals einen weißen Schal oder eine dekorative Schleife. Ihr braunes Haar ist hochgesteckt; den Abschluss bildet ein kleiner Hut mit floraler Dekoration. In ihrer sittsamen Kleidung und reservierten Haltung blickt sie zu dem jungen Mann neben ihr. Er ist mit einer sandfarbenen Jacke gekleidet, unter der die Ärmel und der Kragen eines weißen Hemdes hervorschauen. Auffällig ist eine sehr große, um den Kragen gebundene blauschwarze Schleife. In ähnlicher Farbgebung schimmert das zum Mittelscheitel frisierte Kopfhaar. Sein zur jungen Frau geneigtes Gesicht ist gekennzeichnet durch einen schmalen Oberlippenbart über den geschlossenen Mund und weit geöffneten Augen, mit denen er von unten die junge Frau betrachtet. Seine Position am Tisch wird nicht ganz deutlich. Möglicherweise hockt er für einen Moment neben ihr; der Autor Hans Körner beschreibt die Körperhaltung als „hingekauert“. Der Oberkörper des jungen Mannes weist frontal zum Bildbetrachter, mit seinen Armen stützt er sich auf Tisch und die Stuhllehne der jungen Frau. In dieser ausgebreiteten Haltung nimmt er fast die gesamte Bildbreite ein. Sein rechter Arm liegt angewinkelt auf dem Tisch und umfasst ein dort stehendes Glas. Mit seinem linken Arm greift er um die junge Frau herum und hat seine Hand auf die Rückenlehne ihres Stuhls gelegt. Körner nennt diese Haltung „besitzergreifend“, für die Kunsthistorikerin Ina Conzen vermittelt die schnell gemalte Hand auf dem Stuhl „ungestüme Dynamik“. Der junge Mann macht ihr in dem Moment seine Aufwartung, als sie den Hauptgang bereits beendet hat und das Dessert bereitsteht. Auf dem Tisch ist sichtbar nur für eine Person gedeckt. Der jungen Frau wurde möglicherweise Obst serviert, das durch die skizzenhafte Malweise nicht genauer zu definieren ist. Hierzu passend gibt es ein Glas mit Champagner, dessen dazugehörige Flasche in einem Kühler am Bildrand aufbewahrt wird.
Am rechten Bildrand hält ein älterer Kellner inne. Er ist mit dunkler Jacke, weißer Schürze und Serviette unter dem Arm deutlich als Angestellter des Restaurants erkennbar. In der rechter Hand trägt er eine messingfarbene Kaffeekanne, mit der er vielleicht auf den Weg zum Tisch im Bildvordergrund war. Er blickt nicht direkt auf die Szenerie am Tisch, sondern schaut an ihr vorbei zum Bildbetrachter. Er beobachtet quasi die Bildbetrachter beim Blick auf das Geschehen am Tisch. Hinter dem Kellner verläuft der geschwungene Kiesweg des Gartens, der von zwei Laternenpfählen flankiert wird. Rechts des Weges erhebt sich der grüne Bewuchs einer Hecke oder von Büschen. Dahinter ist eine helle Hauswand mit den geschlossenen Fenstern des Erdgeschosses zu sehen. Im Hintergrund zwischen dem Paar steht ein knochiger Baum, dessen dicker Stamm sich in Kopfhöhe in zwei Teile spaltet. Der Baum markiert die Trennung zwischen linker und rechter Bildhälfte, stellt möglicherweise auch sinnbildlich das Trennende zwischen dem Paar im Vordergrund dar. Hinter der rechten Schulter des jungen Mannes am Tisch ragt ein hellgrüner Pfeiler nach oben, wo er vom Bildrand abgeschnitten wird. Die Funktion dieses Pfeilers bleibt unklar. Er könnte der Rahmen einer Glasscheibe sein oder als Stütze für ein Baldachin dienen. Im Bild hat der Pfeiler zum einen die Funktion, die Paarszene vom Geschehen im linken Hintergrund zu trennen, zum anderen gehört der Pfeiler zu einem Geflecht von horizontalen und waagerechten Bildlinien, die dem Gemälde Stabilität verleihen. Hierzu gehören neben dem Pfeiler, die Laternen auf der rechten Seite, die Tischkante im Vordergrund sowie die Linien der rückwärtigen Architektur auf der linken Seite. Dort befindet sich ein Gebäude mit vorgelagerter Markise und darunter stehenden weißgedeckten Tischen. Ein weiterer Angestellter des Restaurants geht dort seiner Arbeit nach, ohne vom Geschehen im Vordergrund Kenntnis zu nehmen. Als belebendes Element gibt es neben der üppigen Vegetation des sommerlichen Gartens, auf der linken Seite den Wasserstrahl eines Springbrunnens, der sich ebenso in das Netz der Bildlinien einfügt.
Manet nutzt in diesem Gemälde die leuchtenden Farben des Sommers, die er an vielen Stellen mit kurzen Strichen und Tupfen aufträgt. Sowohl Malweise wie auch Bildthema sind typisch für den Stil des Impressionismus. Hierzu gehört auch eine Lichtregie mit zahlreichen Reflexionen, wie sie beispielsweise auf der Tischdecke, dem Champagnerglas, der Jacke und dem Haar des jungen Verehrers oder auf der Kleidung des Kellners zu finden sind. Das Gemälde ist unten links auf der Tischdecke mit „Manet, 1879“ signiert und datiert.

## Zur Entstehung des Gemäldes

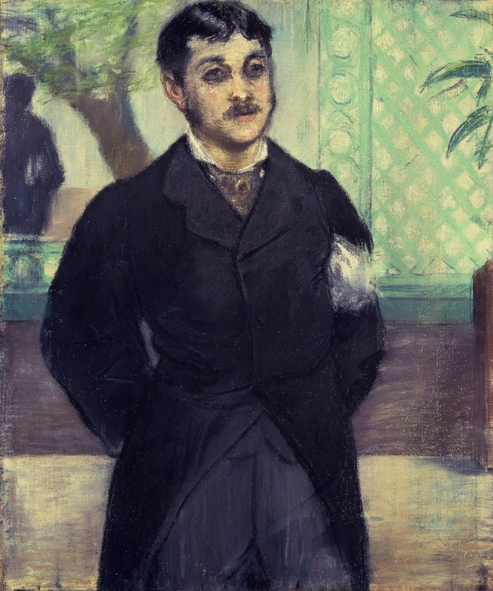
Édouard Manet: Der Kellner, 1879

Für die Figur des im Gemälde am Tisch sitzenden jungen Mannes saß der damals 22-jährige Louis Gauthier-Lathuile Modell. Er war der Sohn des Restaurantbesitzers und hat später Manets Biografen Adolphe Tabarant Details über die Entstehung des Bildes berichtet. Demnach sei Manet, der regelmäßig im Restaurant zu Gast war, durch Gauthier-Lathuiles Dragoneruniform zu dem Bild angeregt worden. Der Sohn des Restaurantbesitzer habe im Sommer 1879 bei der Armee gedient und sei auf Besuch im Lokal seines Vaters vorbeigekommen. Den weiblichen Part übernahm zunächst die Schauspielerin Ellen Andrée, die jedoch wegen Theaterproben nur sporadisch zu den Sitzungen erschien. Manet habe Ellen Andrée nach einigen Sitzungen durch Judith French, eine Cousine des Komponisten Jacques Offenbach, ersetzt. Gauthier-Lathuiles Uniform tauschte Manet nach einigen Sitzungen durch seinen eigenen sandfarbenen Malerkittel aus, der im Gemälde als Gauthier-Lathuiles legere Sommerjacke erscheint. Der Porträtierte hat überliefert, dass Manet hierzu Teile der Malschichten wieder vom Bild kratzte, um seine geänderten Ideen umzusetzen. Darüber hinaus ist durch Gauthier-Lathuile bekannt, dass Manet das Bild im Juli 1879 vor dem Motiv, also tatsächlich wie es der Bildtitel beschreibt, im Garten des Lokals Père Lathuile malte. Der Zusatz en plein air stammt von Manet selbst und nur bei diesem Gemälde hat er solch eine ergänzende Erläuterung im Bildtitel formuliert. Er unterstrich damit sowohl seine Malweise im Freien, wie auch die künstlerische Nähe zu seinen impressionistischen Malerfreunden.
Bereits seit etwa 1877 hat sich Manet mit Pariser Caféhausszenen als Bildthema beschäftigt. Hierbei entstanden beispielsweise Einzelporträts wie Die Pflaume (National Gallery of Art, Washington D.C.) oder komplexe Arrangements wie die verschiedenen Motive aus der Brasserie Reichshoffen. Solche Darstellungen des modernen Lebens finden sich in ähnlicher Form auch bei Manets Malerkollegen Edgar Degas oder Pierre-Auguste Renoir und haben Vorbilder in der französischen Malerei des 18. Jahrhunderts, etwa bei François Boucher oder Antoine Watteau. Für das Gemälde Beim Père Lathuille, im Freien existieren keine vorbereitenden Zeichnungen oder Ölskizzen. Es gibt jedoch ein Porträt von Louis Gauthier-Lathuile, das Manet etwa zeitgleich als Pastell ausgeführt hat. In diesem auch als Der Kellner bezeichneten Bildnis ist der Sohn des Restaurantbesitzers als Maître d’hôtel dargestellt, also in seiner eigentlichen Funktion im Lokal und nicht in einer von Manet arrangierten Paarbeziehung. Solche Paarbeziehungen stellte Manet in einer Reihe von Bildern dar, etwa in Im Wintergarten (Nationalgalerie, Berlin), in Argenteuil (Musée des Beaux-Arts, Tournai) oder im Gemälde Im Boot (Metropolitan Museum of Art, New York City).

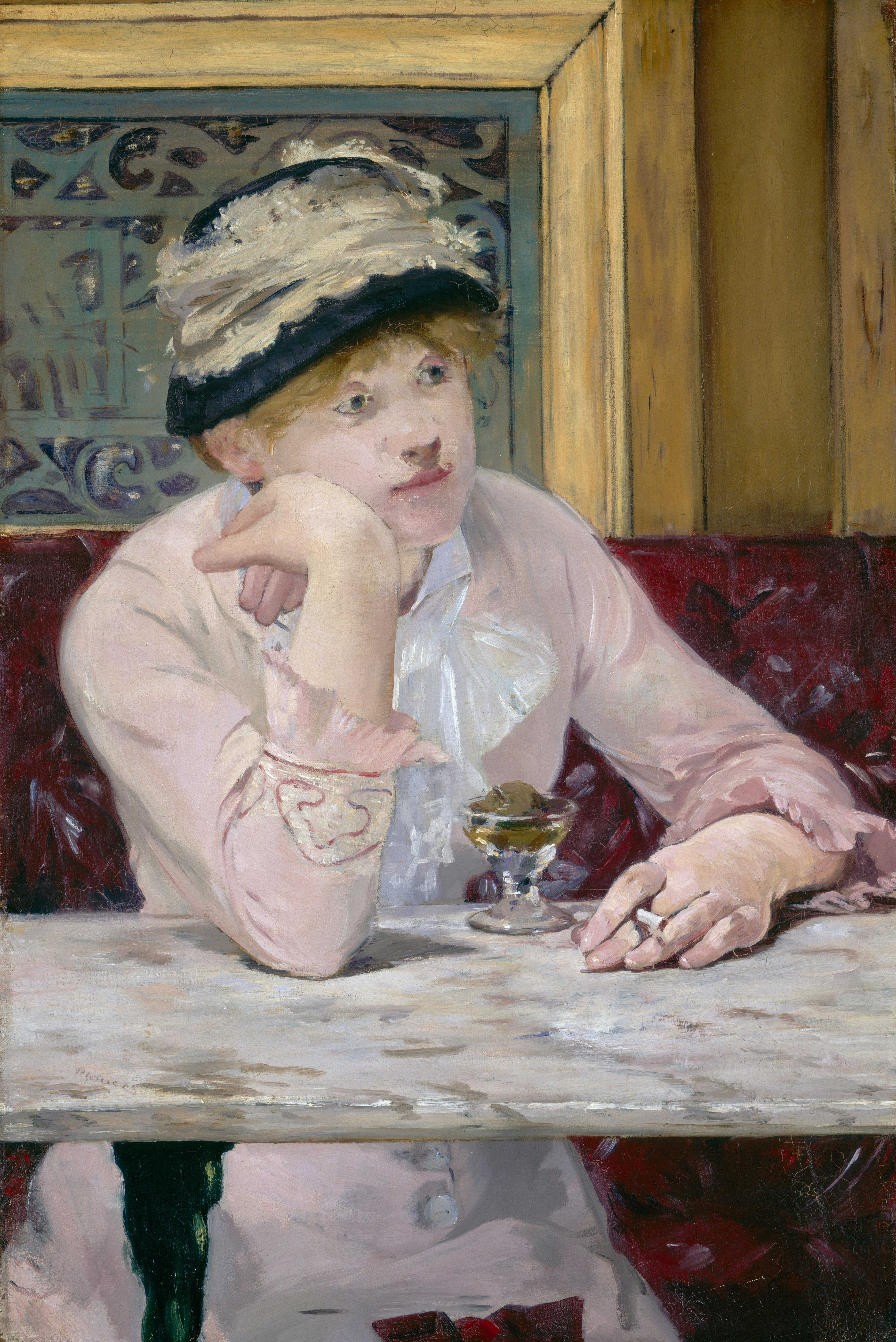
Édouard Manet: Die Pflaume, um 1878
Édouard Manet: Im Wintergarten, 1879
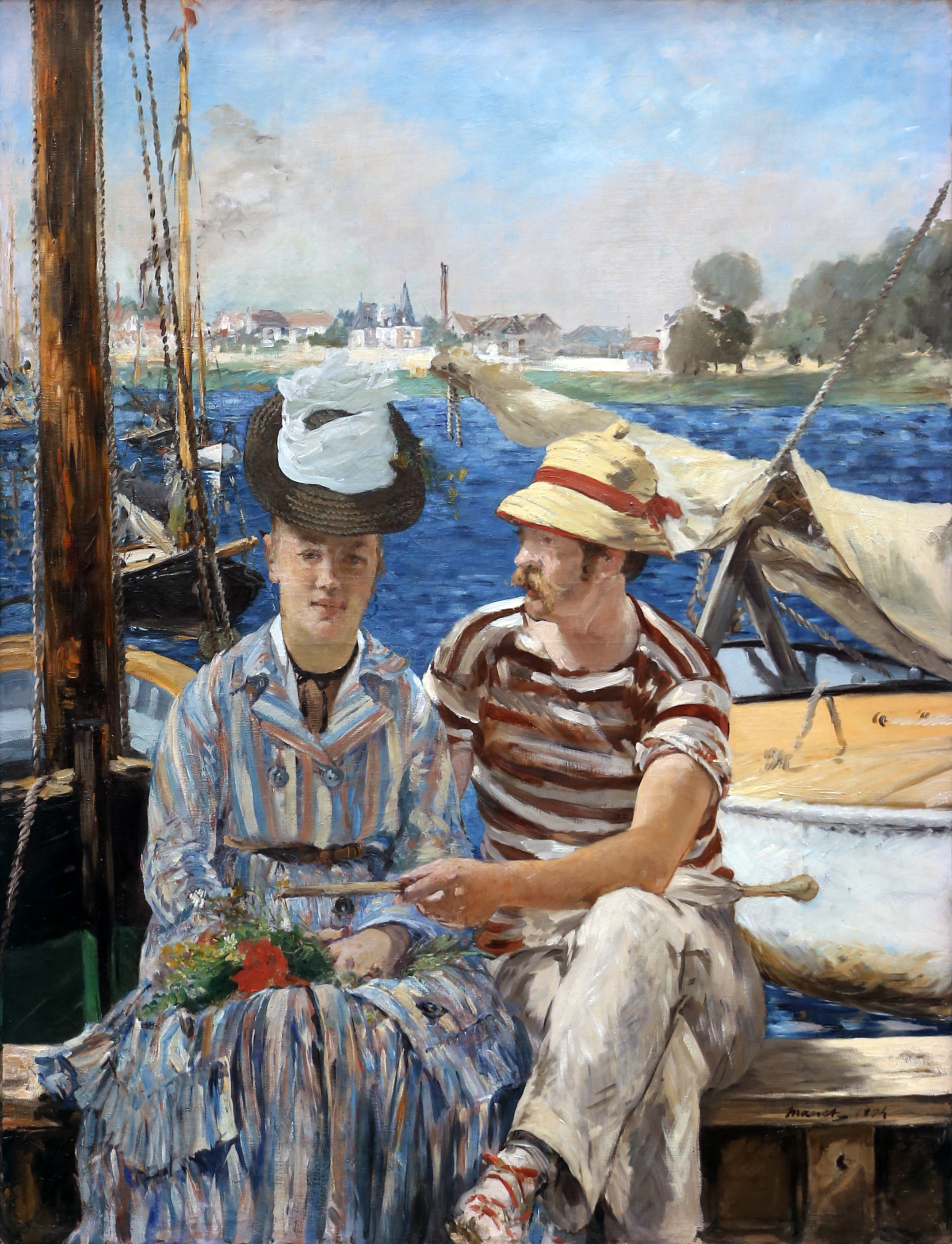
Édouard Manet: Argenteuil, 1875
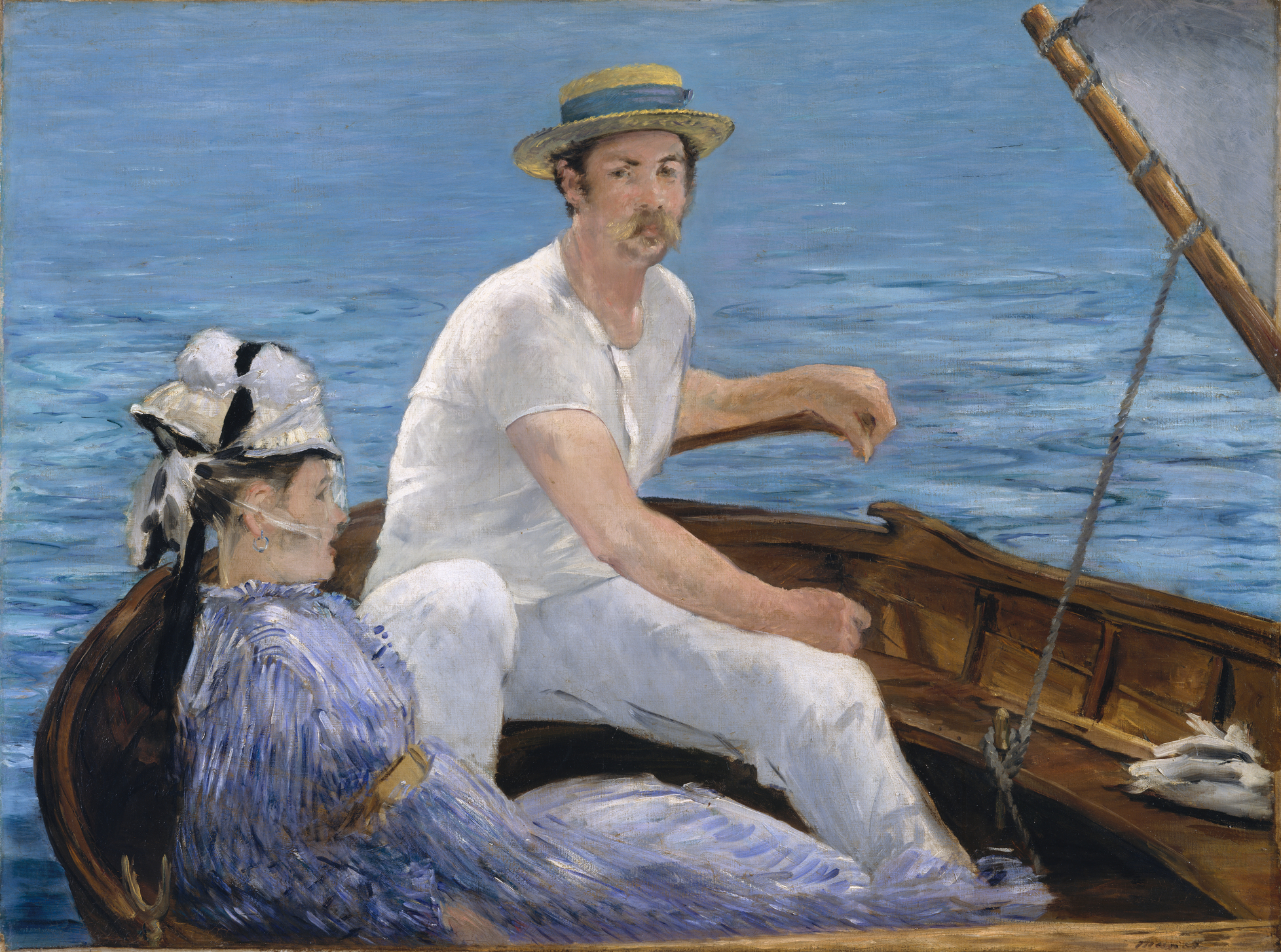
Édouard Manet: Im Boot, 1875

## Rezeption

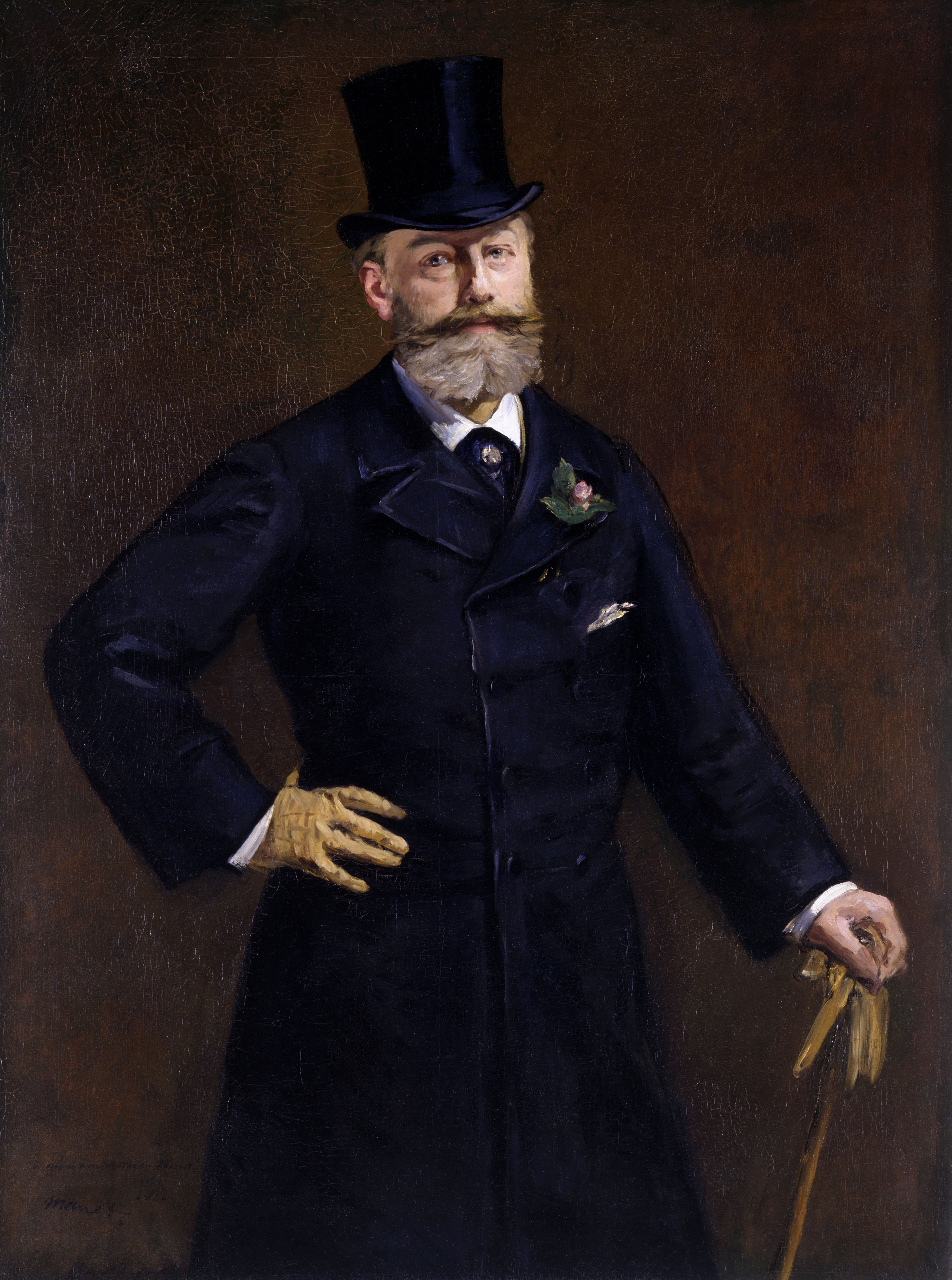
Édouard Manet: Bildnis Antonin Proust, 1880

Manet stellte das Gemälde Beim Père Lathuille, im Freien im Frühjahr 1880 im Pariser Salon aus. Er zeigte es gemeinsam mit dem Bildnis Antonin Proust (Toledo Museum of Art) und konnte so unterschiedliche Aspekte seines künstlerischen Schaffens zeigen. Das eher konservativ anmutende Porträt seines Schulfreundes Antonin Proust stand dabei im Gegensatz zum impressionistischen Gartenbild Beim Père Lathuille, im Freien mit seiner Schilderung des modernen Lebens. Nachdem Manets Bilder in den Jahren zuvor von der Jury des Salons wiederholt abgelehnt wurden, stellte 1880 allein schon die Annahme seiner beiden eingereichten Bilder einen Erfolg für den Künstler dar. Während das Porträtbild von der Kritik eher positiv aufgenommen wurde, gab es für Beim Père Lathuille, im Freien gemischte Reaktionen. Der Kritiker Armand Silvestre lobte die Modernität des Bildes, ein Aspekt, den der Kunsthistoriker Paul Mantz gerade bemängelte. Er fand die Haare des jungen Mannes zu blau, die Frau unmodisch gekleidet und generell das Thema unpassend. Zu den Verteidigern des Gemäldes gehörte der Schriftsteller Joris-Karl Huysmans: „Das Moderne, von dem ich sprach, hier ist es! Das ist das ganz ohne Nachdruck wiedergegebene Leben, so wie es ist, und aufgrund seiner Wahrheit ist dies ein kühnes Werk, einzigartig im Hinblick auf die moderne Malerei, in diesem reichahltigen Salon.“ Auch der Berliner Museumsdirektor Hugo von Tschudi lobte die Qualitäten des Bildes: „Nie zuvor ist es Manet in gleichem Maße gelungen, die lichtdurchtränkte Luft wiederzugeben, die über dem Kiesweg zittert, ihre blauen Töne in die Schatten webt und alle Konturen weich umfließt.“ Der Kunstschriftsteller  Julius Meier-Graefe ordnete das Gemälde in eine Reihe mit den bedeutenden Werken der Malerei ein: „Die Form ruft unbestimmte Erinnerungen an alte Meister in uns wach, ist glaubhaft, weil wir an diese Meister glauben.“

## Provenienz
Das Gemälde befand sich bis zu Manets Tod im Besitz des Malers. Bei der Versteigerung seines Nachlasses am 4. und 5. Februar 1884 im Auktionshaus Hôtel Drouot ging es für 5.000 Franc an Manets Freund Théodore Duret. Er ließ das Bild 1894 mit weiteren Teilen seiner Sammlung in der Kunsthandlung von Georges Petit versteigern. Bei dieser Gelegenheit kaufte es der Opernsänger und Kunstsammler Jean-Baptiste Faure, der mit mehr als 60 Werken eine der größten Manet-Sammlungen besaß. 1896 gelangte das Bild über den Kunsthändler Paul Durand-Ruel für 18.000 Franc an der Hotelbesitzer und Kunstsammler  Henri van Cutsem aus Brüssel. Dieser plante für seine Kunstsammlung ein eigenes Kunstmuseum in Tournai, das jedoch bis zu seinem Tod 1904 nicht gebaut wurde. Er hinterließ seine Kunstsammlung dem befreundeten Bildhauer Guillaume Charlier, der sie 1927 in das neu eröffnete Musée de Beaux-Arts in Tournai überführte.